# 사라토프 항공 703편 추락 사고
사라토프 항공 703편 추락 사고는 2018년 2월 11일 러시아 모스크바에 소재한 도모데도보 공항에서 출발한 안토노프 An-148 기종의 사라토프 항공 703편이 오르스크 공항으로 가던 중 모스크바주 라멘스키 군 스테파노프코베에 추락한 사건이다.
항공기는 14시 정각에 출발 예정이었고 실제로는 21분 뒤인 14시 21분에 출발하였다. 모스크바에 눈이 많이 내려 다른 항공기들도 지연이나 결항이 되기도 하였다. 오르스크 공항에는 18시 35분에 도착할 예정이었다. 이는 플라이트레이더24에 기록되어 있다. 항공기 안에는 65명의 승객과 6명의 승무원이 타고 있었으며, 그중 60명 이상의 승객이 오렌부르크주 주민으로 알려졌다. 이 사고로 승객과 승무원 모두 사망한 것으로 추정되고 있다.